# Jean Bernanos
Jean Bernanos (Francia, 1648 – Santo Domingo, 1695) è stato un pirata francese.

## Biografia
Nato in Francia, Bernanos si trasferì a Santo Domingo dove iniziò nel 1677 la sua attività di pirata contro gli spagnoli, anche se inizialmente senza molto successo. Si unì quindi ad altri bucanieri come William Wright partecipando a varie avventure nei due anni successivi. A bordo di un vascello da 6 cannoni, di 86 tonnellate e 100 uomini, assaltò Chepo sul finire del 1679, ma venne respinto dai difensori spagnoli malgrado l'aiuto degli indiani locali. Alle isole San Blas si unì alla spedizione di pirati inglesi guidata da John Coxon assieme a Robert Allison, Thomas Magott, Cornelius Essex e altri che saccheggiarono la colonia Puerto Bello. I bucanieri cercarono una nuova meta e Bernanos suggerì di allearsi coi nativi di Darien contro gli spagnoli. Salpò allora con la sua flottiglia verso la Costa Rica ma ripiegò poi verso Panama dove si unì al compatriota capitano Jean Rose.
Successivamente Bernanos si spostò verso Petit-Goâve negli anni '80 del Seicento,  al comando di un vascello di sei cannoni con 60 uomini; nel 1684 salpò verso il Venezuela sempre con Rose, Francois Grogniet e altri, con l'obiettivo di catturare Santo Tomé. I pirati ricavarono ben poco bottino ma vi rimasero per diversi mesi prima che Bernanos decidesse di tornare dalla moglie che aveva lasciato a Port-de-Paix. Il governatore locale gli dette l'incarico di corsaro durante la guerra dei nove anni, durante la quale catturò diverse navi e prese parte a diverse spedizioni contro i nemici della Francia. Rimase ucciso nel 1695, durante la difesa di Santo Domingo contro le truppe anglo-spagnole. Il governatore Jean-Baptiste du Casse a seguito della sua caduta,  prese sotto la propria protezione i suoi figli.